# Dallas-Fort Worth Film Critics Association Awards 2011
La 17ª edizione dei Dallas-Fort Worth Film Critics Association, annunciata il 16 dicembre 2011, ha premiato i migliori film usciti nel corso dell'anno.

## Vincitori
A seguire vengono indicati i vincitori, in grassetto.

### Miglior film
1. Paradiso amaro (The Descendants), regia di Alexander Payne
2. The Artist, regia di Michel Hazanavicius
3. Molto forte, incredibilmente vicino (Extremely Loud and Incredibly Close), regia di Stephen Daldry
4. Midnight in Paris, regia di Woody Allen
5. The Tree of Life, regia di Terrence Malick
6. Hugo Cabret (Hugo), regia di Martin Scorsese
7. 50 e 50 (50/50), regia di Jonathan Levine
8. Drive, regia di Nicolas Winding Refn
9. Shame, regia di Steve McQueen
10. L'arte di vincere (Moneyball), regia di Bennett Miller

### Miglior regista
1. Alexander Payne - Paradiso amaro (The Descendants)
2. Michel Hazanavicius - The Artist
3. Terrence Malick - The Tree of Life
4. Martin Scorsese - Hugo Cabret (Hugo)
5. Woody Allen - Midnight in Paris

### Miglior attore
1. George Clooney - Paradiso amaro (The Descendants)
2. Jean Dujardin - The Artist
3. Michael Fassbender - Shame
4. Brad Pitt - L'arte di vincere (Moneyball)
5. Michael Shannon - Take Shelter

### Miglior attrice
1. Michelle Williams - Marilyn (My Week with Marilyn)
2. Tilda Swinton - ...e ora parliamo di Kevin (We Need to Talk About Kevin)
3. Meryl Streep - The Iron Lady
4. Charlize Theron - Young Adult
5. Kirsten Dunst - Melancholia

### Miglior attore non protagonista
1. Christopher Plummer - Beginners
2. Albert Brooks - Drive
3. Max von Sydow - Molto forte, incredibilmente vicino (Extremely Loud and Incredibly Close)
4. Armie Hammer - J. Edgar
5. Kenneth Branagh - Marilyn (My Week with Marilyn)

### Miglior attrice non protagonista
1. Shailene Woodley - Paradiso amaro (The Descendants)
2. Bérénice Bejo - The Artist
3. Octavia Spencer - The Help
4. Melissa McCarthy - Le amiche della sposa (Bridesmaids)
5. Carey Mulligan - Shame

### Miglior film straniero
1. Una separazione (Jodāyi-e Nāder az Simin), regia di Asghar Farhadi
2. La pelle che abito (La piel que habito), regia di Pedro Almodóvar
3. La donna che canta (Incendies), regia di Denis Villeneuve
4. 13 assassini (Jūsan-nin no shikaku), regia di Takashi Miike
5. Uomini di Dio (Des hommes et des dieux), regia di Xavier Beauvois a pari merito con Copia conforme (Copie conforme), regia di Abbas Kiarostami

### Miglior documentario
1. Cave of Forgotten Dreams, regia di Werner Herzog
2. Project Nim, regia di James Marsh
3. The Interrupters, regia di Steve James
4. Page One. Un anno dentro il New York Times (Page One: Inside the New York Times), regia di Andrew Rossi
5. Buck, regia di Cindy Meehl

### Miglior film d'animazione
1. Rango, regia di Gore Verbinski
2. Le avventure di Tintin - Il segreto dell'Unicorno (The Adventures of Tintin), regia di Steven Spielberg

### Miglior fotografia
1. Emmanuel Lubezki - The Tree of Life
2. Janusz Kamiński - War Horse

### Miglior sceneggiatura
1. Alexander Payne, Nat Faxon e Jim Rash - Paradiso amaro (The Descendants)
2. Woody Allen - Midnight in Paris

### Russell Smith Award
- ...e ora parliamo di Kevin (We Need to Talk About Kevin) per il miglior film indipendente a basso budget